# Tour de Rijke
Il Tour de Rijke (it.: Giro di Rijke, creato come Omloop van Voorne-Putten e poi noto come Tour Beneden-Maas), è una corsa in linea di ciclismo su strada maschile che si svolge a Spijkenisse, nei Paesi Bassi, ogni anno nel mese di luglio. Dal 2005 fa parte del calendario dell'UCI Europe Tour in classe 1.1.

## Albo d'oro
Aggiornato all'edizione 2011.
| Anno                     | Vincitore                | Secondo                  | Terzo                    |
| Omloop van Voorne-Putten | Omloop van Voorne-Putten | Omloop van Voorne-Putten | Omloop van Voorne-Putten |
| ------------------------ | ------------------------ | ------------------------ | ------------------------ |
| 1989                     | Tim Steijer              | John de Hey              | Marc van de Wetering     |
| 1990                     | Rob Lenting              | John Leijs               | Casper van der Meer      |
| 1991                     | Erik Cent                | David Veenendaal         | Andre Grootveld          |
| 1992                     | Hennie Beijer            | Hans Brankaert           | Piet Eikelenboom         |
| 1993                     | Herman Woudenberg        | Jan Goedendorp           | Henk van der Ziel        |
| 1994                     | Tommy Post               | Ronald van der Tang      | Harry van Putten         |
| 1995                     | Perry Bothof             | Peep Mikli               | Daniel Doede             |
| Tour Beneden-Maas        |                          |                          |                          |
| 1996                     | Emiel van Dijk           | Patrick Strouken         | Gerard Smits             |
| 1997                     | Stefan van Dijk          | Pieter Vries             | Sander Olijve            |
| 1998                     | Marcel Duijn             | Coen Boerman             | Linas Balciunas          |
| 1999                     | Daniel van Elven         | Bram de Waard            | Jurgen de Jong           |
| 2000                     | Fulco Van Gulik          | Bart Heirewegh           | Michel Van Haecke        |
| 2001                     | Robert Hunter            | Geert Omloop             | Matteo Frutti            |
| 2002                     | Roger Hammond            | Bert Hiemstra            | Jurgen de Jong           |
| 2003                     | Jans Koerts              | Erik Dekker              | Gerben Löwik             |
| Tour de Rijke            |                          |                          |                          |
| 2004                     | Jans Koerts              | Gorik Gardeyn            | Wilco Zuyderwijk         |
| 2005                     | Stefan van Dijk          | Steven de Jongh          | Rik Reinerink            |
| 2006                     | Graeme Brown             | Marco Zanotti            | Danilo Hondo             |
| 2007                     | Gert Steegmans           | Graeme Brown             | Stefan van Dijk          |
| 2008                     | Steven de Jongh          | Eric Baumann             | Kristijan Koren          |
| 2009                     | Kenny van Hummel         | Eric Baumann             | Jürgen Roelandts         |
| 2010                     | annullato                | annullato                | annullato                |
| 2011                     | Theo Bos                 | Kenny van Hummel         | Daniel Schorn            |
| 2012                     | annullato                | annullato                | annullato                |